# Усть-Донецький
Усть-Донецький — селище міського типу в Ростовської області.
Адміністративний центр Усть-Донецького району та Усть-Донецького міського поселення.

## Географія
Селище Усть-Донецький розташоване на правому березі річки Сіверський Донець, за 4 км від місця впадання в річку Дон.
Вулиці
| - вул. Берегова, - вул. Виноградна, - вул. Вокзальна, - вул. Горького, - вул. Дачна, - вул. Донецька, - вул. Зарічна, - вул. Інженерна, - вул. Козача, - вул. Комсомольська, - вул. Леніна, - вул. Лісова, - вул. Миру, - вул. Набережна, - вул. Жовтнева, - вул. Першотравнева, | - вул. Портова, - вул. Промислова, - вул. Річна, - вул. Садова, - вул. Свободи, - Вул. Радянська, - вул. Спортивна, - вул. Степана Разіна, - вул. Степова, - вул. Будівельників, - вул. Титова, - вул. Чехова, - вул. Шкільна, - вул. Шолохова, - вул. Юних Партизан, | - пров. Вишневий, - пров. Східний, - пров. Каштановий, - пров. Кленовий, - пров. Горіховий, - пров. Поперечний, - пров. Поштовий, - пров. Терновий, - пров. Тополевий, - пров. Шахтинський, - пров. Південний. |

## Історія
Робітниче селище веде свою історію від хутора Хрестці (він же Христовський, Крестовський) Кочетовської станиці при Сухому Дінці, яке існувало вже в 1837.
У 1960 населеному пункту на території будівництва Усть-Донецького річкового порту було присвоєно найменування селище Усть-Донецький. Рішенням Ростовського облвиконкому від 13 січня 1961 селище Усть-Донецький віднесено до категорії робітничих селищ.

## Економіка
В Усть-Донецькому розташовані найбільші промислові підприємства району Усть-Донецький річковий порт і Усть-Донецький суднобудівно-ремонтний завод.
Також в селищі працює фабрика «Глорія Джинс» (на її місці раніше був універмаг).